# تام سوارز
تام سوارز (انگلیسی: Tom Soares؛ زادهٔ ۱۰ ژوئیهٔ ۱۹۸۶) یک بازیکن فوتبال اهل بریتانیا است.